# علاء حليحل
علاء حليحل (م. 1974) هو صحفي، وروائي، وكاتب مسرحي، وكاتب سيناريو، ومترجم فلسطيني (عرب 48) يقيم في عكّا. ينشط في الكتابة بالعربية والعبرية. صدرت له 3 روايات ومجموعة قصصية بالإضافة إلى نصوص منشورة في منابر رقميّة ومجلات مختلفة.  فاز حليحل بجائزة كتارا للرواية العربية للعام 2024، عن فئة الرواية المنشورة عن روايته «سبع رسائل إلى أم كلثوم».

## نبذة عن حياته
ولد علاء حليحل عام 1974 في قرية الجشّ الجليلية لعائلة تهجرت من قرية قدّيتا في النكبة. أنهى دراسة البكالوريوس في جامعة حيفا في الإعلام الجماهيريّ والفنون الجميلة. في عام 2003، التحق بمدرسة كتابة السيناريو في تل أبيب. انخرط خلال فترة دراسته بالعمل الصحفي وعمل في صحيفة الاتحاد الصادرة في حيفا. بادر حليحل إلى تأسيس مجلات ومشاريع ثقافية متنوعة وشغل منصب رئيس تحريرها مثل مجلة «ترفزيون» وجريدة «المدينة» وهي أسبوعية محلية تصدر في حيفا منذ 2005. نشرت مقالاته ونصوصه في مواقع ومجلات مختلفة من بينها موقع عرب 48، فصل المقال، هآرتس، موقع ynet، مجلة بانيبال.
اختير من ضمن قائمة الكتّاب العرب دون سن الأربعين التي أصدرها مشروع بيروت 39 في احتفالات اليونيسكو باختيار بيروت عاصمة عالمية للكتاب عام 2009.
في عام 2010، أسّس حليحل بشراكة مع سامي مطر موقع "قدّيتا"، وهو منصة أدبية ثقافية إلكترونية متنوعة المحتوى ساهم فيها العديد من الكتّاب والكاتبات والفنانين والأكاديميين الفلسطينيين والعرب. رصد الموقع نشاطات ثقافية نظمت داخل الخط الأخضر، وتوقف نشاطه في 2017. أقام كتب قديتا، وهي دار نشر نشأت مع الموقع، وصدر عنها مؤخرًا كتاب "مملكة الزيتون والرماد"، وهو مشروع شارك فيه 26 كاتب وكاتبة من 22 دولة بمبادرة منظمة شوفريم شتيكاه (كسر الصمت).
يشغل منصب المحرر المسؤول في موقع "حكايا"، وهو موقع لأدب وثقافة الأطفال والصبيان.

## أعماله الأدبية
- سبع رسائل إلى أم كلثوم، دار الأهلية، عمان، 2023.
- أورُفوار عكا، دار الأهلية، عمان، وكتب قديتا- عكا، 2014.
- كارلا بروني عشيقتي السرية، كتب قديتا، عكا، 2012.
- الأب والابن والروح التائهة، دار العين، القاهرة، 2008.
- قصص لأوقات الحاجة، دار الآداب، بيروت، 2003.

## كتاباته المسرحية
- الملهاة السّوداء ”سمّ الزعتر“، مهرجان المسرح الآخر، عكا.
- كاباريه ”خبر عاجل“، مسرح الميدان، حيفا.
- مونودراما ”دياب“، مهرجان مسرحيد، عكا.
- العرض الساخر ”العرض المركزي- شكرًا“، إنتاج مستقل.
- مسرحيات للأطفال: ”جحا والبهلول“ و”خف السلطان“.
- مسرحية قصيرة ”الجندي المخلص بالتأكيد“ عرضت في مهرجان المسرحية العربية في برلين، تشرين الثاني 2008.

## كتابة وإخراج سينمائيان
- سيناريو الفيلم الروائي الطويل «الإرث»، إخراج هيام عبّاس.
- كتابة وإخراج فيلمين قصيرين: «اعترافات بأطياف الشوكولاطة» و«هيّا إلى الحمّص».
- كاتب شريك في فيلم «40 أسبوعًا»، إخراج مهدي فليفل.

## ترجمة
- "دولة انتخابات"، للصحافي أري شبيط، ترجمة عن العبرية وتقديم.
- "فوران"، للباحثة رونا سيلع. ترجمة عن العبرية.
- ترجمات مسرحية: ”تماسيح“ ليهوشع سوبول؛ ”أهل الشنط“ لحانوخ ليفين؛ ”الحفلة“ لهارولد بنتر؛ ”خادم السيدين“ لكارلو جولدوني؛ ”بمزيد من الحزن والأسى“ لنزار زعبي؛ و”في مستوطنة العقاب“ لنزار زعبي.

## جوائز
- جائزة غسان كنفاني للقصة القصيرة، جوائز فلسطين الدولية، 2013.
- جائزة عبد المحسن القطان عن النص المسرحي “حيْضستان”، 2005.
- الجائزة الثانية لصحيفة السفير اللبنانية عن قصة “تعايش”، 2004.
- جائزة مؤسسة عبد المحسن القطان عن مجموعة “قصص لأوقات الحاجة”، 2003.
- جائزة مؤسسة عبد المحسن القطان عن رواية “السيرك”، 2001.

## روابط خارجية
- علاء حليحل على موقع IMDb (الإنجليزية)